# ESTDCU

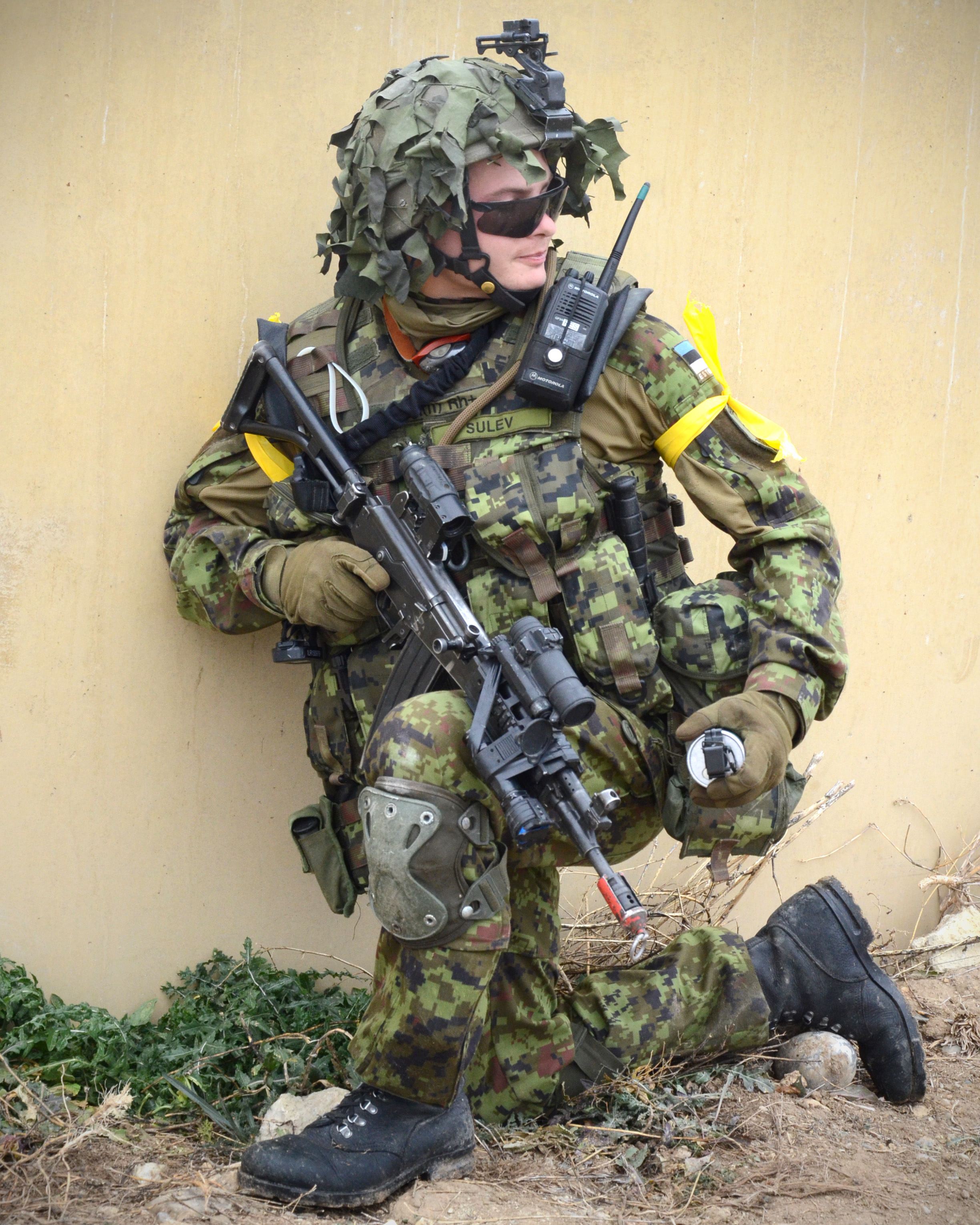
Un soldat estonien avec l'uniforme de l'ESTDCU Woodland

L'ESTDCU (ESTonian Digital Camo Uniform) est la version estonienne de l'uniforme de camouflage numérique. Le motif de camouflage a été développé par Andres Lüll sous contrat avec le centre logistique des forces de défense estoniennes. Le premier ensemble d'uniformes a été introduit en 2005.